# Последња биоскопска представа
Последња биоскопска представа (енгл. The Last Picture Show) америчка је драма снимљена по истоименом роману америчког писца Лерија Макмартрија и најпознатије остварење редитеља америчког независног филма Питера Богдановича. Филм је 1971. године снимљен у црно белој техници, због носталгичности редитеља за ретро остварењима. Филм је добитник многобројних награда. На филму је дебитовала Сибил Шеперд.

## Радња
Главни јунаци, средњошколци Двејн и Сони уживају у ситним радостима које им пружа њихово родно место, међу којима се највише истиче биоскопска дворана коју води њихов пријатељ Сем. Раних педесетих у тексашко место долази телевизија и због тога град губи биоскоп. Разноразни проблеми настају уочи Корејског рата и град губи дотадашњи начин живота. У граду све мање постоји разлога да се живи у њему.

## Улоге
| Глумац        | Улога         |
| ------------- | ------------- |
| Бен Џонсон    | Сем           |
| Џеф Бриџиз    | Двејн Џексон  |
| Тимоти Ботомс | Сони Крофорд  |
| Сибил Шеперд  | Џејси Фароу   |
| Клорис Личман | Рут Попер     |
| Елен Берстин  | Лоис Фароу    |
| Ајлин Бренан  | Џеневив       |
| Ренди Квејд   | Лестер Марлоу |
| Клу Гулагер   | Абилин        |
| Бил Турман    | тренер        |
| Френк Маршал  | Томи Логан    |
| Сем Ботом     | Били          |
| Шерон Тагарт  | Шарлин Дагс   |

## Награде
- Награда Оскар (1972) - Најбоља споредна мушка улога: Бен Џонсон.
- Награда Оскар (1972) - Најбоља споредна женска улога: Клорис Личман
- Награда Оскар (1972) - Најбоља споредна мушка улога, номинација: Џеф Бриџиз
- Награда Оскар (1972) - Најбоља споредна женска улога, номинација: Елен Берстин
- Награда Оскар (1972) - Најбољи филм, номинација: Стивен Џеј Фридман продуцент.
- Награда Оскар (1972) - Најбољи редитељ, номинација: Питер Богданович
- Награда Оскар (1972) - Најбољи сценарио, номинација: Питер Богданович и Лери Макмартри
- Награда Оскар (1972) - Најбољи сниматељ, номинација: Роберт Л. Суртиз
- Награда Златни глобус (1972) - Најбоља споредна мушка улога: Бен Џонсон
- Награда Златни глобус (1972) - Најбољи редитељ, номинација: Питер Богданович
- Награда Златни глобус (1972) - Најбоља споредна женска улога, номинација: Елен Берстин и Клорис Личман
- Награда Златни глобус (1972) - Најбоља дебитанткиња, номинација: Сибил Шеперд
- Награда Златни глобус (1972) - Најбољи филм - драмска категорија, номинација
- Награда БАФТА (1973) - Најбољи сценарио: Питер Богданович и Лери Макмартри
- Награда БАФТА (1973) - Најбоља споредна мушка улога: Бен Џонсон.
- Награда БАФТА (1973) - Најбољи редитељ, номинација: Питер Богданович
- Награда БАФТА (1973) - Најбоља споредна женска улога, номинација: Ајлин Бренан
- Анатолијски филмски фестивал (1973) - Најбољи филм, номинација